# ال‌جی شکلات وی‌ایکس۸۵۷۵
ال‌جی شکلات وی‌ایکس۸۵۷۵ (به انگلیسی: LG Chocolate (VX8575))، یک‌نمونه از گوشی‌های تلفن همراه سری وریزون مدل‌های سی‌دی‌ام‌آ (به انگلیسی: Verizon CDMA Models (VX)) شرکت ال‌جی الکترونیکس می‌باشد که توسط همین شرکت به بازار عرضه شده‌است. 